# Neotamias siskiyou
Tamias siskiyou · Tamia de Siskiyou
Espèce
Synonymes
- Tamias (Neotamias) siskiyou (A. H. Howell, 1922)[1]

Répartition géographique
Statut de conservation UICN

 LC  : Préoccupation mineure
Neotamias siskiyou, communément appelé Tamia de Siskiyou, est une espèce de rongeurs de la famille des Sciuridés.

## Systématique
L'UICN classe cette espèce dans le genre Neotamias sous le taxon Neotamias siskiyou.